# Dillian Whyte
Dillian Whyte (Port Antonio, Portland, Jamaica, 11 de abril de 1988) es un boxeador británico. Ha ostentado múltiples campeonatos regionales de peso pesado, incluyendo el título de plata del CMB desde 2017, el título Internacional de la OMB desde 2018 y anteriormente el título británico de 2016 a 2017. A partir de mayo de 2019, Whyte está clasificado como el cuarto mejor peso pesado del mundo según la revista The Ring y el Transnational Boxing Rankings Board, y quinto por BoxRec.

## Carrera amateur
En su primera pelea amateur, en 2009, a los 20 años, Whyte venció a Anthony Joshua por decisión unánime en tres rondas. Él había declarado antes de la pelea que su entrenador Chris Okoh admitió que la decisión de aceptar la pelea se consideraba un riesgo, aunque al final aceptó la pelea a la que Whyte había declarado: "Dije que lo tomaría, a veces solo tienes que aprovechar las oportunidades cuando vienen".
Dejó a uno de sus oponentes amateurs en coma durante varias semanas, debido a un knockout.
Whyte tiene un récord amateur limitado debido a una disputa con la ABA con respecto a su experiencia en kickboxing, lo que lo llevó a convertirse en profesional en 2011, aunque el entrenador Okoh quería que siguiera siendo amateur. Whyte firmó con el promotor de boxeo Frank Maloney, después de que amigos de Maloney presenciaran las sesiones de entrenamiento que Whyte tuvo con David Haye y el ex campeón de peso semipesado de UFC, Quinton Jackson.

## Carrera profesional

### Inicios
Whyte hizo su debut profesional el 13 de mayo de 2011. Luchó contra Tayar Mehmed y ganó por decisión en la cuarta ronda, obteniendo la decisión de 40-36. El 16 de septiembre de 2011, Whyte hizo su segunda aparición profesional contra su oponente de peso pesado lituano Remigijus Ziausys. Whyte finalmente ganó la pelea a los puntos, obteniendo la decisión de 40-37.
El 3 de diciembre de 2011 Whyte derrotó al croata Toni Visic, ganando por nocaut técnico en la tercera ronda debido a que el árbitro Jeff Hinds detuvo la pelea a los 1:46 minutos.
La siguiente pelea por Whyte fue contra el veterano Hastings Rasani el 21 de enero de 2012 en el Liverpool Olympia en Liverpool. Whyte anotó una cuarta ronda con base en una decisión de puntos sobre Rasani, por lo que obtuvo su tercera victoria en puntos.
Para su quinto combate profesional, Whyte derrotó al búlgaro Kristian Kirilov por nocaut técnico en la primera ronda en The Troxy, Limehouse el 2 de marzo de 2012, que fue seguido de una victoria por TKO en su sexta pelea en la primera ronda el 19 de mayo de 2012 contra Georgian Zurab Noniashvili en el hipódromo de Aintree, Liverpool. Whyte se peleó contra el gigante húngaro Gabor Farkas en el York Hall, Bethnal Green el 7 de julio de 2012, ganando por KO cuando el árbitro Ken Curtis detuvo el combate en la segunda ronda; marcó la primera victoria por KO en la carrera profesional de Whyte.

### Suspensión por drogas en 2012
Una muestra para una prueba de drogas en competencia que Whyte había proporcionado después de su victoria sobre el húngaro Sandor Balogh el 13 de octubre fue examinada y posteriormente dio positivo para el estimulante prohibido Metilhexanoamina (MHA). La noticia se supo mientras Whyte estaba camino a una conferencia de prensa para anunciar una pelea por el título inglés. La organización británica antidopaje (UKAD) confirmó que Whyte fue suspendido provisionalmente de toda competición desde el 5 de noviembre de 2012. Un Panel Nacional Antidopaje independiente también encontró que el caso justificaba una prohibición de dos años. Sin embargo, Whyte apeló la prohibición, aunque el panel de apelación replicó haciendo hincapié en la prohibición confirmada de dos años; el tribunal había aceptado la alegación de Whyte de que no había tomado metilhexanamina a sabiendas, pero rechazó su apelación porque no hizo lo suficiente para controlar los ingredientes del suplemento, como explicó Charles Flint QC, presidente del tribunal de apelación, en su veredicto escrito.
En su decisión de primera instancia, el Panel Nacional Antidopaje (NADP) descubrió que Whyte no solicitó asesoramiento profesional o médico antes de usar el suplemento Jack3D, que había comprado sin receta en una tienda de suplementos nutricionales. En consecuencia, declararon que "no había cumplido la carga de establecer que no había cometido una falta significativa" y, por lo tanto, no pudieron reducir su sanción de dos años. El panel de apelación estuvo de acuerdo con esta decisión e hizo hincapié en que el caso enfatiza "los peligros de los atletas que toman suplementos que contienen MHA".
Por lo tanto, Whyte fue excluido de todas las competiciones con un período de inelegibilidad del 13 de octubre de 2012 al 12 de octubre de 2014, y el resultado contra Sandor Balogh fue descalificado. Como Whyte y compañía ejercieron el derecho de apelar bajo el artículo 13.4.1, no tienen ningún derecho adicional para aparecer bajo las reglas.

### Regreso al boxeo en 2014
Whyte fue autorizado para competir desde el 12 de octubre de 2014, desde su prohibición de dos años por el Reino Unido Antidopaje (UKAD) y regresó al boxeo el 21 de noviembre de 2014 en el Camden Center, Kings Cross, Londres para luchar contra el boxeador croata Ante Verunica, una pelea que duró dos rondas ya que Whyte lanzó un golpe fuerte que forzó la parada del réferi Jeff Hinds, y regresó con una victoria por TKO. El 28 de noviembre, una semana después de su pelea con Verunica, Whyte regresó al Camden Center y puso otra pantalla dominante parando a Tomas Mrazek, con Whyte derribando al duradero Mrazek tres veces en la tercera ronda.
El 20 de diciembre de 2014, Whyte obtuvo otra victoria por TKO, esta vez sobre el peso pesado Kamil Sokolowski en tres rondas en City Hall, Hull, Yorkshire.

#### Whyte vs. Joshua
El 14 de septiembre de 2015, se anunció que Whyte pelearía contra su viejo rival Anthony Joshua por el título vacante de peso pesado británico el 12 de diciembre en el O2 Arena de Londres en la taquilla de Sky Sports. Joshua pudo usar su poder para dañar a Whyte en la primera ronda. Apareció herido de nuevo en la segunda ronda, pero fue capaz de atrapar a Joshua con un contragolpe y seguirlo, dejando a Joshua visiblemente conmocionado, Whyte también conectó varios tiros al cuerpo hacia el final de la ronda que dejó sin aire a Joshua y lo dejó mucho menos móvil. Esto continuó algo en la tercera ronda con Joshua todavía con aspecto cansado y con las piernas rígidas. A medida que avanzaban las rondas, Joshua recuperó la compostura y tomó el control. Whyte tomó muchos golpes duros antes de regresar con los suyos, su barbilla ha sido alabada por la crítica. Whyte fue sacudido nuevamente en el séptimo asalto desde una pesada mano derecha hasta el templo. Joshua pudo seguir adelante y aterrizó un uppercut que derribó a Whyte a través de las cuerdas y lo noqueó.

#### Whyte vs. Chisora
Los términos finalmente se acordaron para una pelea entre Whyte y Derek Chisora (26-6, 18 KOs) para pelear en una eliminatoria por el título del CMB. Whyte y Chisora habían estado peleándose durante el año a través de las redes sociales. La pelea tuvo lugar en Sky Box Office en el Reino Unido en la cartelera de Anthony Joshua vs. Éric Molina por el título de peso pesado de la FIB. La pelea estaba programada para ser la primera defensa de Whyte del título de peso pesado británico que ganó contra Lewison. Sin embargo, en la rueda de prensa final del 7 de diciembre, después del comentario de Whyte de que atacaría a Chisora en cualquier momento que lo viera después de la pelea, Chisora levantó la mesa en la que estaba sentado y la tiró hacia Whyte, solo extrañando a todos en el camino. incluidos los promotores y entrenadores. Como resultado, el BBBofC retiró su sanción de la pelea y el título británico no estará en juego. El título internacional de WBC de Whyte estaba en juego. En un enfrentamiento épico y limpio, ambos luchadores fueron heridos, con Chisora y Whyte mostrando mucho corazón. Whyte ganó a través de una controvertida decisión dividida. Dos jueces anotaron la pelea 115-113 y 115-114 para Whyte y uno que anotó 115-114 a favor de Chisora. Whyte fue herido varias veces en la pelea de Chisora en las rondas octava, décima y duodécima. En dos ocasiones en la ronda 12, Whyte fue desequilibrado por Chisora después de ser golpeado con grandes golpes en la cabeza. Después de la pelea, Whyte declaró que no le daría una revancha a Chisora, pero cambió de opinión luego diciendo que estaría abierto a una revancha.

#### Whyte vs. Tann
En abril de 2017 se anunció que Whyte encabezaría una tarjeta en el O2 Arena el 3 de junio de 2017. Whyte incluyó a Bryant Jennings, Mariusz Wach, Artur Szpilka y Gerald Washington como potenciales oponentes. El 14 de abril, Washington puso su nombre en la mira de querer volver a la lucha por el título mundial después de su fallido intento de destronar al campeón del WBC Deontay Wilder en febrero de 2017. El 19 de abril, Matchroom Boxing reveló que el oponente de Whyte sería el exretador del título mundial de 37 años Mariusz Wach (33-2, 17 KOs). La pelea iba a tener lugar en vivo en Sky Sports y también contaría con talentos más jóvenes como Reece Bellotti, Ted Cheeseman y Lawrence Okolie. La pelea se pospuso el 16 de mayo debido a que Whyte se lesionó el pie. No hubo una mención inmediata sobre cuándo se reprogramaría la pelea.
A principios de junio, el promotor Eddie Hearn confirmó que Whyte haría su debut en los Estados Unidos en el verano de 2017 para ganarse un posible título mundial a finales de año. El 25 de julio, Hearn anunció que Whyte pelearía contra el exretador mundial de 44 años Michael Grant (48-7, 36 KOs), quien estaba en una racha de tres derrotas consecutivas desde 2013. Grant solo había peleado una vez desde octubre de 2014, lo que llevó lugar en abril de 2017 en una derrota por knockout ante el contendiente polaco Krzysztof Zimnoch. Grant desafió sin éxito al entonces campeón unificado de peso pesado Lennox Lewis en 2000. La pelea duró menos de seis minutos. El anuncio recibió muchas críticas y mala prensa por parte de los medios y los fanáticos. Dos días después, Grant confirmó que la pelea fue cancelada. El 6 de agosto, después de luchar para encontrar un oponente, Hearn reveló que Whyte pelearía contra el veterano Malcolm Tann (24-5, 13 KOs) en una pelea programada de 8 asaltos. Whyte derribó a Tann cuatro veces en el camino a ganar la pelea por TKO en la ronda 3. Whyte admitió que necesitaba un desafío mayor hacia el final del año antes de una posible pelea por el título mundial.

#### Whyte vs. Helenius
Eddie Hearn anunció que Whyte pelearía en la tarjeta Anthony Joshua vs. Kubrat Pulev el 28 de octubre en el Principality Stadium en Cardiff. El boxeador finlandés Robert Helenius y el boxeador australiano Lucas Browne fueron algunos de los nombres mencionados. El 14 de septiembre, siete semanas antes de la pelea, Ricky Hatton declaró que Browne no se haría cargo de la pelea por no haber sido avisado. Algunos informaron que Whyte pelearía contra el boxeador finlandés y ex campeón de Europa Robert Helenius (25-1, 16 KOs). Después de que Ortiz falló una prueba de drogas, dejando a Wilder sin un oponente, Whyte se ofreció a tomar su lugar. La pelea por el título mundial se le dio finalmente al retador obligatorio Bermane Stiverne para el 4 de noviembre. Jarrell Miller también se consideró una opción antes de reservar una pelea con Mariusz Wach en Nueva York. El 4 de octubre, Hearn reveló que estaba interesado en conseguir que Dominic Breazeale pelee contra Whyte, donde el ganador podría potencialmente luchar contra el ganador de la revancha Wilder vs. Stiverne. Un par de días después, Breazeale aceptó el desafío. Las conversaciones finalmente se rompieron. El 15 de octubre, Hearn anunció Whyte contra Helenius. Whyte no impresionó cuando derrotó a Helenius en 12 asaltos por decisión unánime. Las tarjetas fueron 119-109, 119-109, 118-110, todas a favor de Whyte. Helenius comenzó bien la pelea lastimando a Whyte en la segunda ronda. Whyte se recuperó y dominó el resto de la pelea con Helenius reacio a tirar algo significativo para ganar las rondas. Con la victoria, Whyte se adjudicó el título vacante WBC Silver de peso pesado, acercándolo un poco más a la lucha contra el campeón mundial Wilder.

#### Whyte vs. Browne
Whyte golpeó a Browne con un duro gancho de izquierda a la cabeza en el sexto asalto para derribarlo y dejarlo inconsciente, ganando la pelea. No se hizo ningún conteo y el combate se suspendió de inmediato con médicos de primera fila atendiendo a Browne antes de darle oxígeno. La pelea se detuvo oficialmente a los 0:37 segundos. La cara de Browne estaba cortada e hinchada por los golpes limpios que recibió de Whyte. Browne sufrió un corte sobre su ojo izquierdo en el tercer asalto, que empeoró con cada asalto. Después de la pelea, Browne fue trasladado a un hospital cercano por precaución y Whyte provocó al campeón del CMB Deontay Wilder para una pelea en junio de 2018. El promotor Hearn dijo: "Espero que el CMB obligue a Dillian ahora, la pelea está ahí para Deontay Wilder en Junio. Tenemos que forzar el tiro y después de esa actuación, se merece el golpe". Hearn afirmó que podría haber una posibilidad de que el CMB ordene un combate eliminatorio final entre Whyte y Dominic Breazeale.

#### Whyte vs. Parker
Whyte ganó el combate por decisión unánime en una pelea en la que ambos boxeadores vieron el lienzo. Whyte derribó a Parker dos veces en la pelea y lo derribó en las rondas 2 y 9. Parecía que un corto gancho de izquierda dejó caer a Parker por primera vez en su carrera, sin embargo, la repetición instantánea mostró que fue un choque de cabezas. La mayoría de las rondas medias fueron principalmente de acción de ida y vuelta con ambos peleadores teniendo éxito. Whyte se adelantó, contrarrestó y comenzó a usar su jab más y Parker estaba mayormente en la parte posterior del pie, usando movimientos y aterrizando combinaciones de 2-3 golpes. Después de la ronda 6, Whyte comenzó a mostrar fatiga. Esto no le impidió seguir adelante tratando de conseguir grandes tiros ya que Parker desconfiaba del poder de Whyte. Whyte también comenzó a usar tácticas rudas después de las primeras rondas. Parker tuvo un inicio explosivo en la ronda 12, sabiendo que necesitaba un nocaut para ganar, finalmente derribó a un fatigado Whyte con 20 segundos restantes en la pelea con una mano derecha a la cabeza. Whyte se puso de pie y sobrevivió los segundos restantes de la pelea. Los tres jueces anotaron la pelea por unanimidad 113-112, 115-110 y 114-111 a favor de Whyte. Muchos de los expertos del ring, que incluían a Steve Bunce, tuvieron la pelea más cerca, incluidos los de la radio, y algunos incluso tuvieron a Parker como el ganador. Una parte de los medios de boxeo también anotó la pelea cerca, a favor de Parker. El equipo de Sky Sports, que incluía a Matthew Macklin, David Haye, Johnny Nelson y Tony Bellew, fueron criticados por sus puntos de vista.
El 3 de agosto, se informó que Duco Events apelaría para que la decisión fuera investigada. La razón de esto fue que el equipo de Parker creía que el choque de cabezas en la ronda 2, que hizo caer a Parker en el lienzo, afectó a las tarjetas de puntuación, así como al rendimiento de Parker durante las rondas medias. Se cree que Parker estaba teniendo éxito en la ronda 2 antes del choque de cabezas, por lo que si no se hubiera producido la caída, la ronda habría sido de 10–9 a favor de Parker en lugar de 10–8 para Whyte. En un comunicado, Higgins dijo: "Está claro que el choque de cabezas en la segunda ronda tuvo un impacto significativo en la pelea. En cuanto a las tarjetas de puntuación y el desempeño de Joseph en las rondas medias (el cabezazo hizo una gran diferencia). De lo que es una clara evidencia de un error significativo por parte de los funcionarios, existe una pregunta legítima sobre si el resultado debería ser válido. Esa es una pregunta que Duco le hará a los cuerpos sancionadores en nombre de Joseph". Mirar la tarjeta de puntuación alternativa que tiene la ronda 2 a favor de Parker habría dado lugar a que la pelea se anotara un empate por decisión dividida.

#### Whyte vs. Chisora II
Whyte ganó por nocaut en el undécimo asalto, tras un poderoso gancho de izquierda. Whyte tuvo suerte en las primeras rondas, atrapando a Chisora, pero Chisora continuó trabajando y recibió dos advertencias por golpes bajos en Whyte, que posiblemente cambió el ritmo de la pelea. Después de la victoria, Whyte llamó a Anthony Joshua y luego se marchó a mitad de la discusión. Después de la pelea del 22 de diciembre, Whyte se ubica como el cuarto mejor peso pesado en la división.

## Récord profesional
| 29 Victorias (19 KOs), 3 Derrotas |        |                           |      |               |            |                                           | |
| Res.                              | Récord | Oponente                  | Tipo | Rd., Tiempo   | Fecha      | Localidad                                 | Notas |
| G                                 | 29-3   | Jermaine Franklin         | MD   | 12            | 26/11/2022 | OVO Arena Wembley, Londres                | |
| D                                 | 28-3   | Tyson Fury                | TKO  | 6 (12), 2:59  | 23/04/2022 | Estadio de Wembley, Londres               | Por el título mundial WBC y The Ring del peso pesado.                                                           |
| G                                 | 28-2   | Alexander Povetkin        | TKO  | 4 (12), 2:39  | 27/03/2021 | Europa Point Sports Complex, Gibraltar    | Gana el título interino WBC del peso pesado.                                                                    |
| D                                 | 27-2   | Alexander Povetkin        | KO   | 5 (12), 0:30  | 02/05/2020 | Manchester Arena, Manchester              | Pierde el título interino WBC del peso pesado.                                                                  |
| G                                 | 27–1   | Mariusz Wach              | UD   | 10            | 07/12/2019 | Diriyah Arena, Diriyah, Arabia Saudita    | |
| G                                 | 26–1   | Óscar Rivas               | UD   | 12            | 20/07/2019 | The O2 Arena, Londres                     | Gana el título interino vacante WBC del peso pesado.                                                            |
| G                                 | 25–1   | Derek Chisora             | KO   | 11 (12), 1:56 | 22/12/2018 | The O2 Arena, Londres                     | Retiene los títulos WBC Silver y WBO International del peso pesado                                              |
| G                                 | 24–1   | Joseph Parker             | UD   | 12            | 28/07/2018 | The O2 Arena, Londres                     | Retiene el título WBC Silver. Gana el título vacante WBO International peso pesado.                             |
| G                                 | 23–1   | Lucas Browne              | KO   | 6 (12), 0:37  | 24/03/2018 | The O2 Arena, Londres                     | Retiene el título WBC Silver del peso pesado.                                                                   |
| G                                 | 22–1   | Robert Helenius           | UD   | 12            | 28/10/2017 | Principality Stadium, Cardiff, Gales      | Gana el título vacante WBC Silver del peso pesado.                                                              |
| G                                 | 21–1   | Malcolm Tann              | TKO  | 3 (8), 2:36   | 19/08/2017 | Pinnacle Bank Arena, Lincoln, Nebraska    | |
| G                                 | 20–1   | Derek Chisora             | SD   | 12            | 10/12/2016 | Manchester Arena, Manchester              | |
| G                                 | 19–1   | Ian Lewison               | RTD  | 10 (12), 3:00 | 07/10/2016 | The SSE Hydro, Glasgow, Escocia           | Gana el título vacante BBBofC Británico del peso pesado.                                                        |
| G                                 | 18–1   | David Allen               | UD   | 10            | 30/07/2016 | First Direct Arena, Leeds                 | Gana el título vacante WBC International del peso pesado.                                                       |
| G                                 | 17–1   | Ivica Bacurin             | KO   | 6 (8), 2:08   | 25/06/2016 | The O2 Arena, Londres                     | |
| D                                 | 16–1   | Anthony Joshua            | KO   | 7 (12), 1:27  | 12/12/2015 | The O2 Arena, Londres                     | Por los títulos BBBofC Británico vacante, Commonwealth (Imperio Británico) y WBC International del peso pesado. |
| G                                 | 16–0   | Brian Minto               | KO   | 3 (10), 2:36  | 12/09/2015 | The O2 Arena, Londres                     | Gana el título vacante WBC International Silver del peso pesado.                                                |
| G                                 | 15–0   | Irineu Beato Costa Junior | TKO  | 1 (8), 2:41   | 01/08/2015 | Craven Park, Hull                         | |
| G                                 | 14–0   | Beka Lobjanidze           | KO   | 4 (10), 1:10  | 28/02/2015 | Odyssey Arena, Belfast, Irlanda del Norte | |
| G                                 | 13–0   | Marcelo Luiz Nascimento   | KO   | 2 (8), 0:41   | 07/02/2015 | Camden Centre, Londres                    | |
| G                                 | 12–0   | Kamil Sokolowski          | TKO  | 3 (6), 2:23   | 20/12/2014 | City Hall, Hull                           | |
| G                                 | 11–0   | Tomas Mrazek              | TKO  | 3 (6), 2:25   | 28/11/2014 | Camden Centre, Londres                    | |
| G                                 | 10–0   | Ante Verunica             | TKO  | 2 (6), 2:30   | 21/11/2014 | Camden Centre, Londres                    | |
| G                                 | 9–0    | Sandor Balogh             | TKO  | 4 (6), 1:13   | 12/10/2012 | Bluewater, Stone                          | |
| G                                 | 8–0    | Michael Holden            | TKO  | 3 (6), 1:35   | 15/09/2012 | York Hall, Londres                        | |
| G                                 | 7–0    | Gabor Farkas              | KO   | 2 (6), 1:38   | 07/07/2012 | York Hall, Londres                        | |
| G                                 | 6–0    | Zurab Noniashvili         | TKO  | 1 (6), 0:52   | 19/05/2012 | Aintree Racecourse, Liverpool             | |
| G                                 | 5–0    | Kristian Kirilov          | TKO  | 1 (6), 1:33   | 02/03/2012 | Troxy, Londres                            | |
| G                                 | 4–0    | Hastings Rasani           | PTS  | 4             | 21/01/2012 | Liverpool Olympia, Liverpool              | |
| G                                 | 3–0    | Toni Visic                | TKO  | 3 (4), 1:46   | 03/11/2011 | York Hall, Londres                        | |
| G                                 | 2–0    | Remigijus Ziausys         | PTS  | 4             | 16/09/2011 | The Coronet, Londres                      | |
| G                                 | 1–0    | Tayar Mehmed              | PTS  | 4             | 13/05/2011 | Medway Park, Gillingham                   | Debut profesional de Whyte.                                                                                     |